# Charles Riis

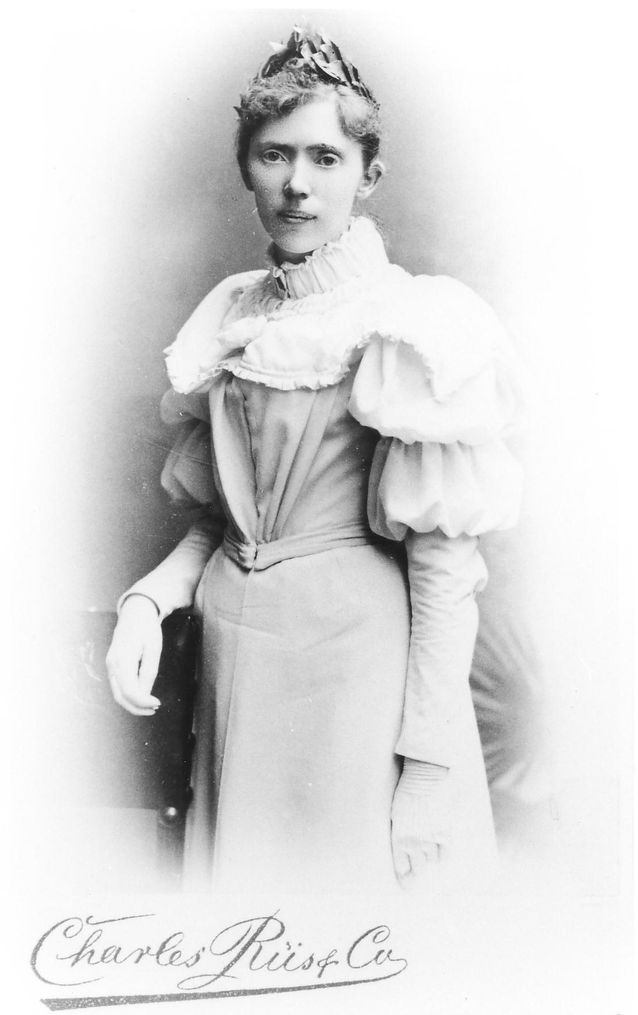
Portrét Tekly Hultinové

Charles Conrad Riis (15. ledna 1837, Kodaň – 2. srpna 1915, Kodaň) byl dánský fotograf, který provozoval fotografické studio v Helsinkách.

## Životopis
Jeho manželka byla Augusta Margareta Dahlqvist. Riis přijel do Finska jako student holičství v roce 1857 a nejprve se na rok usadil v Turku. Z Turku se přestěhoval do Pori, kde až do roku 1863 provozoval vlastní holičství.
Předpokládá se, že Riis získal profesionální dovednosti fotografa v Kodani předtím, než se přestěhoval do Finska, a na podzim roku 1863 se začal fotografii věnovat profesionálně. V červenci 1871 se přestěhovala z Pori do Helsinek. Fotografická oblast Charlese Riise byla různorodá, včetně studiových, dokumentárních a portrétních fotografií, vizitek a fotografií krajiny a průmyslu (Pori, Porvoo a Helsinky). Navzdory tomu, že Riisovy metody fotografie zahrnovaly použití staromódních kolódiových desek, jeho pečlivá práce přinesla velmi kvalitní fotografie. V letech 1863 až 1896 pracoval v ateliéru a měl také fotografická studia v Pori, Helsinkách a Kodani.
Charles Riis byl známý studiový fotograf a v Helsinkách si vedl dobře. Jako dokumentarista koncem 70. let 19. století Riis mimo jiné fotografoval etnografické obrazy. Také pracoval jako cestující fotograf v Helsinkách, v Kaivohuone v červenci až září 1870 a v létě 1871. V roce 1876 fotografoval výstavu všeobecného umění a průmyslu v Kaivopuisto. V roce 1875 Riis ve svém helsinském ateliéru zaměstnal finského fotografa norského původu Daniela Nyblina. Riis působil aktivně jako fotograf krajiny a městské veduty v roce 1887 a vydal album deseti helsinských fotografií. V roce 1888 organizoval také fotografické kurzy a v roce 1891 byl členem poroty soutěže Fotografiamatörklubben. Z dalších profesionálních fotografů byla dobře známá slova Charlese Riise pro jeho klienty: „Sit nu stilla, för nu borjar jag!“

## Galerie

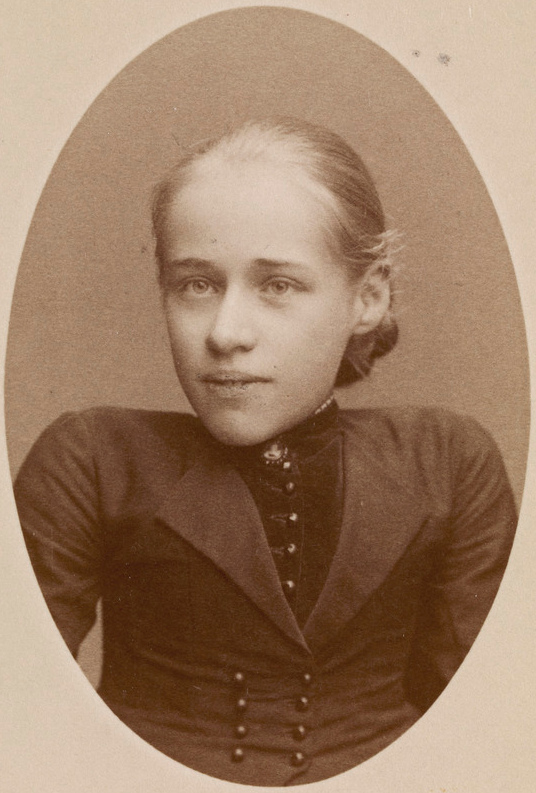
Beda Stjernschantz, portrét
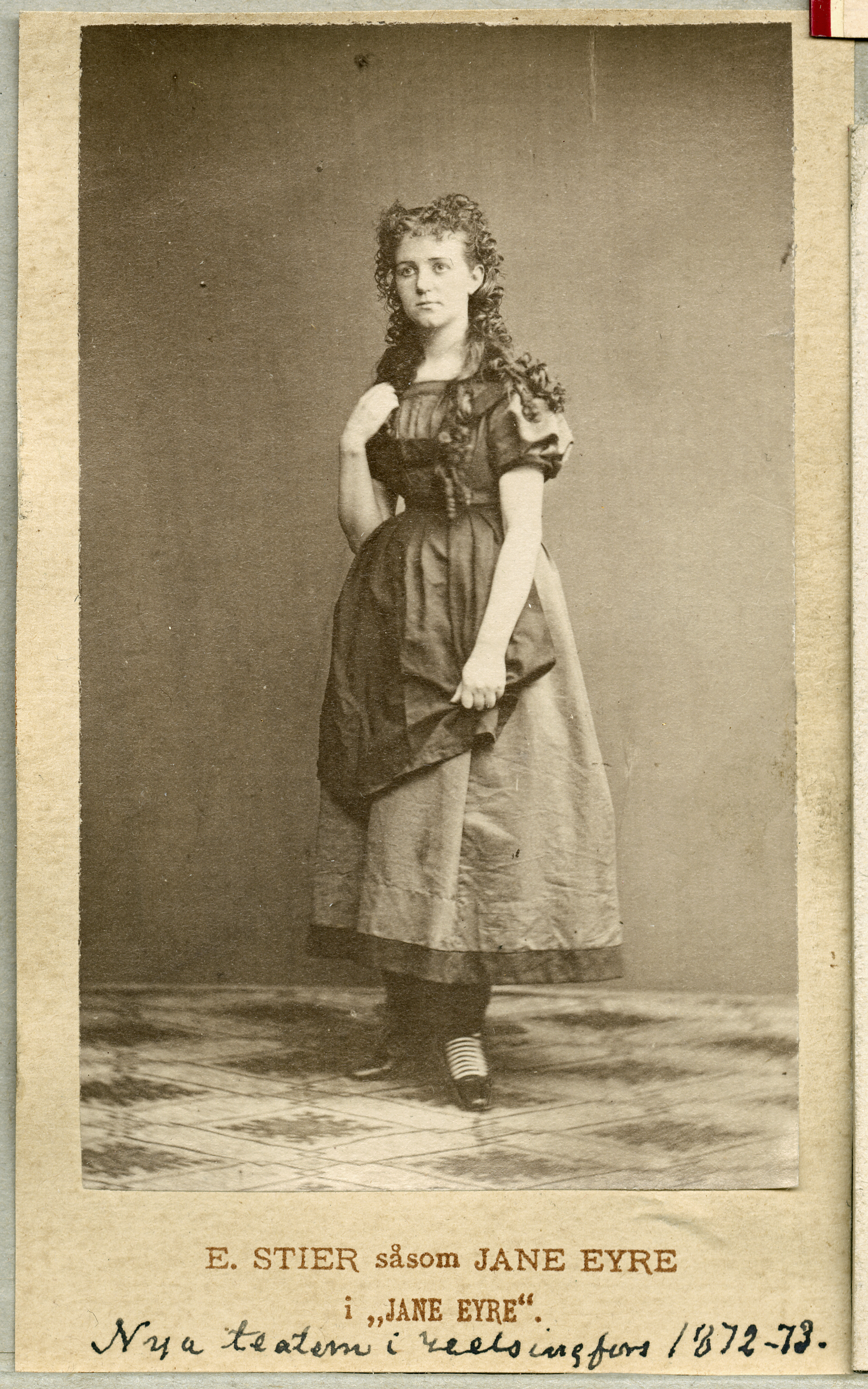
Elise Stier, portrét, 1872
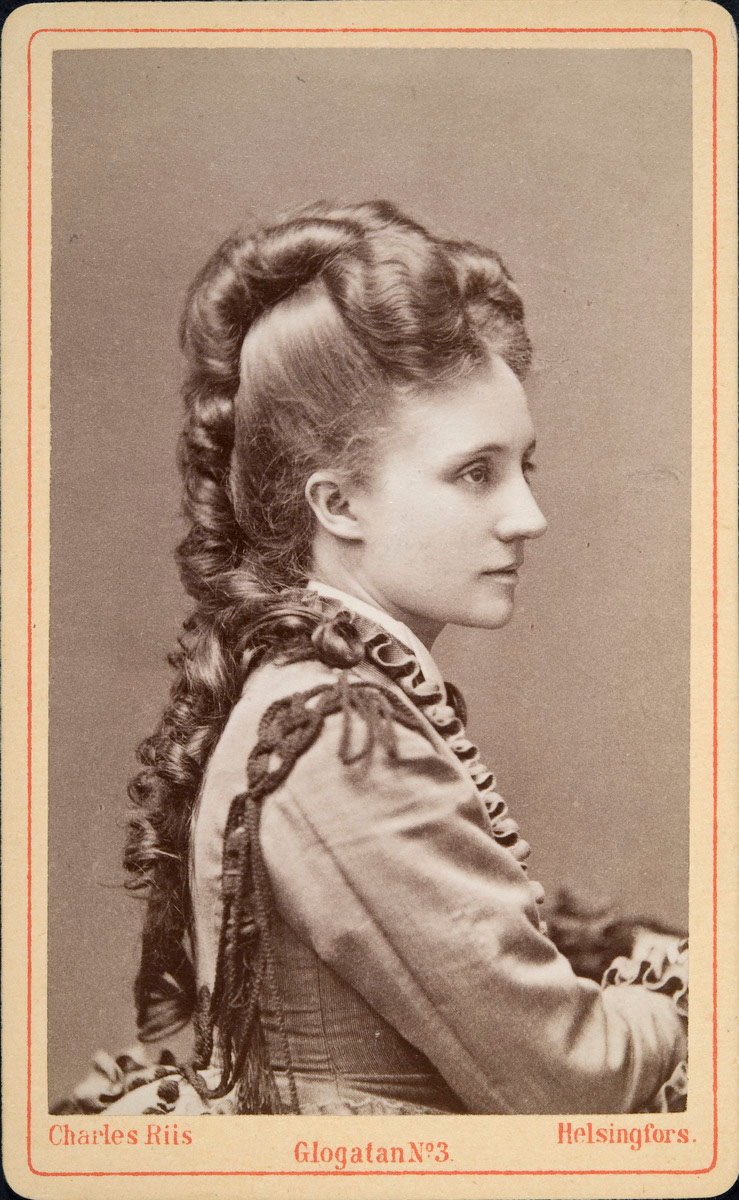
Finská operní zpěvačka Emmy Achté, portrét, 1875
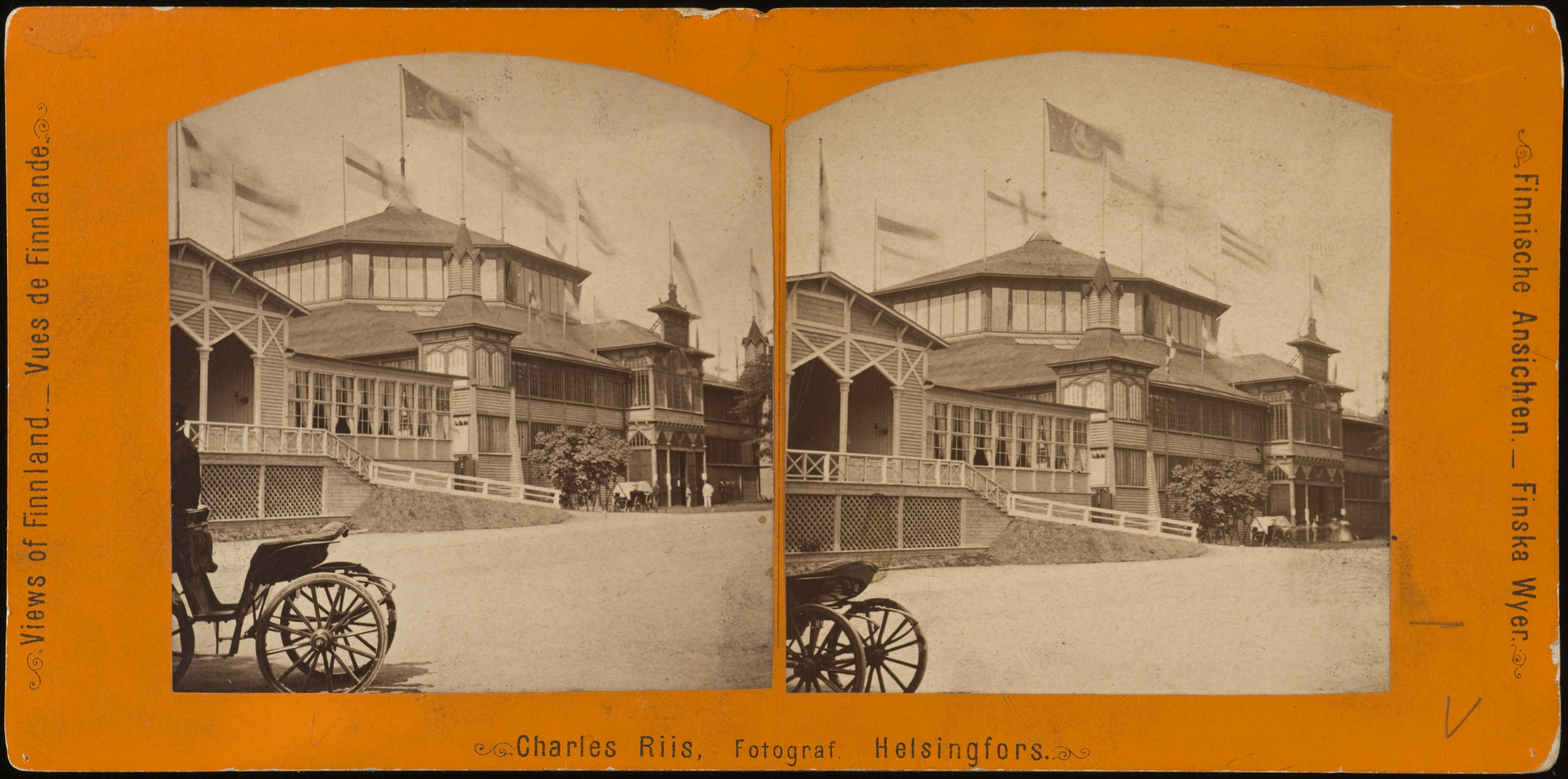
První finská výstava obecného umění a průmyslu v roce 1876 v Kaivopuisto, výstavní budova navržená Theodorem Höijerem